# Wołodymyr Ardan
Wołodymyr Ardan (ur. 5 października 1874 w Cykowie, zm. w 1942 w Zdyni) – duchowny greckokatolicki, członek kapituły Apostolskiej Administracji Łemkowszczyzny.
Absolwent matematyki na Wydziale Filozoficznym Uniwersytetu Lwowskiego. Wyświęcony 3 września 1899. Był wikarym kolejno w Cisowej (1899–1900), Dzibułkach (1900–1901), Wacowicach (1901–1904), Opace (1904–1906). Następnie był profesorem matematyki i fizyki w II Męskim Gimnazjum w Przemyślu (1906–1910) oraz w Ukraińskim Instytucie dla Dziewcząt w Przemyślu (1907-1910). Następnie nauczyciel II gimnazjum w Tarnopolu (1909) oraz w Sokalu (1910–1920).
W czasie I wojny światowej ewakuowany, przebywał w Marbach w Austrii. W latach 1920–1925 wikary w Zdyni, od 1925 proboszcz tamże. 
Zaaresztowany przez gestapo w 1941, przebywał kilka tygodni w więzieniu w Gorlicach. Zwolniony z więzienia za wstawiennictwem Wołodymyra Kubijowycza, rozchorował się wskutek więziennych przeżyć i wkrótce zmarł w Zdyni, gdzie został pochowany.